# چکنه
چکنه یا چکنه سفلی شهری در بخش سرولایت شهرستان نیشابور استان خراسان رضوی ایران است.

## جمعیت
بر پایه سرشماری عمومی نفوس و مسکن در سال ۱۳۹۵ جمعیت این شهر ۱٬۳۸۱ نفر (در ۴۴۰ خانوار) بوده‌است. اهالی آن و اکثر روستاهای تابعه ترک‌ بوده و به ترکی خراسانی  تکلم می‌کنند. سکنه قدیمی این شهر خوانین و بیگ های چکنه اصالتاً از ایل چگنی بوده که در دوران شاه تهماسب یکم صفوی از لرستان به خراسان کوچانده شدند، مردم چگنی ابتدا به رهبری یکی از سرداران خود به نام بوداق خان در خبوشان ساکن و به دستور شاه طهماسب امارت چگنی را تشکیل دادند.
در سال ۹۹۷ هجری قمری مقارن با دوران سلطنت شاه عباس بزرگ ایل چگنی ترقی یافت، بوداق خان به لَه‌لِگی و اتابیگی شاهزاده سلطان حسن میرزا پسر دوم شاه عباس منصوب و حکومت مشهد مقدس نامزد او شد.
در سال ۱۰۰۲ هجری قمری بوداق خان چگنی به مقام امیرالامرایی خراسان منصوب و پنج نفر از پسرانش هرکدام به حکومت مناطقی از خراسان رسیدند.
مردم چگنی سرولایت خراسان که از اقوام کهن و اصیل لر هستند طی چند قرن سکونت و همزیستی با اقوام ترک خصوصاً ترکان بیات و جمعیت کمتر نسبت به ترک تباران، زبان آنان نیز به ترکی خراسانی تغییر کرده است، همانند چگنی‌های شمال خراسان که در میان اقوام کرمانج سکونت دارند و زبان آن‌ها نیز به کردی کرمانجی بدل شده است.

## بناهای تاریخی
بناهای تاریخی اندکی از جمله چندین آسیاب سنگی و حمام قاجاری موسوم به حمام کهنه در شهر چکنه باقیمانده اند. حمام تاریخی شهر چکنه مربوط به دوره قاجار می‌باشد. بنای اولیه‌ی حمام تاریخی چکنه مربوط به دوره‌ی قاجار است، این بنا با انجام تغییراتی کلی در دوره‌ی پهلوی، متناسب با نیازهای مردم منطقه گسترش یافته و تا حدود سه دهه پیش کاربری خود را محفوظ نگه داشته است.
این حمام مانند تمامی حمام‌های قدیمی، دارای سر درب ورودی، نمازخانه، رختکن، پاشور، نظافتخانه، گلخن و... بوده است.
با توجه به این که موقعیت منطقه کوهستانی و دارای آب و هوای سرد و خنک است، برای استفاده‌ی بیش‌تر از گرمای زمین، این بنا را پایین‌تر از سطح زمین و به صورت زیرزمینی ساخته‌اند که با هفت‌ پله به سمت پایین، از ورودی اصلی به رختکن راه دارد.
برای ساخت این بنا از مصالح آجر، سنگ و ساروج استفاده کرده‌اند که با وجود تخریب سقف و گنبد قسمت رختکن و تقریباً نابودی نصف این بنا، پلان کلی همچنان قابلیت تشخیص و شبیه‌سازی را دارد.
این اثر به عنوان یکی از آثار ملی ایران در تاریخ نوردهم اسفند سال هشتاد با شماره ۴۸۱۰ به ثبت رسیده است که در حال حاضر بعلت عدم رسیدگی، به مخروبه‌ای مملو از زباله و رو به نابودی تبدیل شده است.